# 12708 Van Straten
12708 Van Straten este un asteroid din centura principală de asteroizi.

## Descriere
12708 Van Straten este un asteroid din centura principală de asteroizi. A fost descoperit pe 16 octombrie 1990 la Observatorul La Silla de Eric Walter Elst. Asteroidul prezintă o orbită caracterizată de o semiaxă mare de 2,73 ua, o excentricitate de 0,13 și o înclinație de 10,1° în raport cu ecliptica.